# Abd al-Aziz ibn Mansur
Abd al-Aziz ibn Mansour (... – 1121) è stato un principe berbero, settimo sovrano degli Hammadidi che regnò a Bijaya, nell'odierna Algeria, tra il 1104 e il 1121.
Succeduto al fratello maggiore Badis ibn Mansur, e figlio minore del principe Mansur ibn Nasir, salì al trono nel 1104. Durante il suo regno Bijaya divenne definitivamente la capitale, e Qalaat Beni Hammad fu abbandonata.